# Kim Mickle
Kimberley »Kim« Mickle, avstralska atletinja, * 28. december 1984, Perth, Avstralija.
Nastopila je na poletnih olimpijskih igrah v letih 2012 in 2016, leta 2012 je dosegla sedemnajsto mesto v metu kopja. Na svetovnih prvenstvih je osvojila srebrno medaljo isti disciplini leta 2013, na igrah Skupnosti narodov pa zlato medaljo leta 2014 in srebrno leta 2010.